# Alfredo Wyld
Alfredo Ricardo Guillermo Víctor Wyld Viteri (Ciudad de Guatemala, 16 de marzo de 1883-Saint-Cloud, 23 de abril de 1947) también conocido como Alfred William Wyld o Alfredo Wyld fue un compositor y pianista guatemalteco.

## Biografía
De niño estudió el piano con Herculano Alvarado, Luis Felipe Arias y Miguel Espinosa. De adolescente se trasladó a San Francisco, California, donde se perfeccionó con el pianista español Santiago Arrillaga. Allí también estudió composición con Oscar Weil. En 1913 viaja a París, ciudad de singular efervescencia artística donde se instala y edita sus primeras partituras de estudios, dedicadas a su amigo Camille Saint-Saëns. En 1917 el compositor Gabriel Fauré lo introdujo al mundo musical francés en Burdeos, cuando invita a Wyld a tomar parte con obras suyas en el mismo recital. Wyld tuvo un exitoso estudio donde impartía la docencia pianística. A la vez, colaboró con el Ballet Ruso de Sergei Diaghilev. Presentó sus obras orquestales en festivales como el de Barcelona.

## Obras seleccionadas

### Piano
- 12 grandes estudios de concierto
- 4 estudios en dobles notas 1
- 2 estudios caprichos
- Suite americana
- Suite oriental
- Impresiones de España
- Son mayay, suite: El Mar, La Montaña, El Desierto

### Canto y piano
- Romanzas
- Piezas humorísticas
- Apartamento de alquiler, suite escénica, 1925, texto de Maurice Dekobra

### Obras para orquesta
- 2 ballets
- Suite asiática En la altura
- Cuatro danzas características